# Raphaël Rohner
Raphaël Rohner (* 3. Januar 1958 in Schaffhausen; heimatberechtigt in Schaffhausen) ist ein Schweizer Politiker (FDP). Seit dem 1. Januar 2013 ist er Mitglied des Stadtrates Schaffhausen und seit dem 1. Januar 2017 gehört er dem Kantonsrat Schaffhausen an.

## Leben
Vor seinem Mandat in der Schaffhauser Stadtregierung war Rohner als Jurist tätig.

## Politik
Rohner war von 1997 bis 1999 Mitglied des Stadtschulrates Schaffhausen. Von 1998 bis 2012 war er Mitglied des Grossen Stadtrates Schaffhausen, den er 2012 präsidierte. 2012 wurde er in den Schaffhauser Stadtrat gewählt und war dort ab 1. Januar 2013 bis am 31. Dezember 2016 Baureferent. Seit dem 1. Januar 2017 ist er Vorsteher des Bildungsreferates. 
Im Oktober 2022 gab Rohner bekannt, dass er nicht mehr für eine weitere Amtszeit im Schaffhauser Stadtrat kandidieren möchte.